# Fundació Ramon Llull
För andra betydelser, se Ramon Llull (olika betydelser).
Fundació Ramon Llull (fundəsiˈo rəˈmoɲ ˈʎuʎ; Ramon Llull-stiftelsen, FRL) är en internationell organisation baserad i Andorra. Den grundades 2008 och har som syfte att främja katalanska språket och den katalanska kulturen internationellt. I stiftelsen samarbetar offentliga politiska organ från Spanien, Andorra, Frankrike och Italien.

## Medlemmar och namn
Stiftelsens medlemmar var vid starten 2008:
- Andorras regering
- Institut Ramon Llull

(sedan 2014 organiserat av Kataloniens regionstyre och staden Barcelona, fram till 2012 av Kataloniens och Balearernas regionstyren)
2009 gick följande med i samarbetet:
- departementsledningen i Pyrénées-Orientales
- stadsstyret i Alghero
- Xarxa de ciutats valencianes Ramon Llull ('Ramon Lull-nätverket av valencianska städer').[4][5]

2014 har det nybildade Xarxa de municipis i entitats de les Illes Balears pel Ramon Llull ('Nätverket av städer och enheter på Balearerna för Ramon Llull') blivit medlem i stiftelsen. Båda de valencianska och baleariska nätverken bildades efter att respektive regionstyre sagt nej till respektive lämnat samarbetet inom Institut Ramon Llull respektive Fundació Ramon Llull.
Stiftelsen är namngiven efter Ramón Llull, en medeltida författare och filosof från Balearerna. Han anses ha varit den första mer framstående författaren på det katalanska språket och bidrog på ett märkbart sätt till språkets utveckling.

## Verksamhet
Stiftelsen är en internationell organisation som samarbetar för att sprida information det katalanska språket och kulturen. Bland annat är man inblandad i prisutdelningar inom den kulturella sektorn. Sedan 2011 delar man (tillsammans med spanska förlaget Planeta) på utdelandet av litteraturpriset Premi de les Lletres Catalanes Ramon Llull.

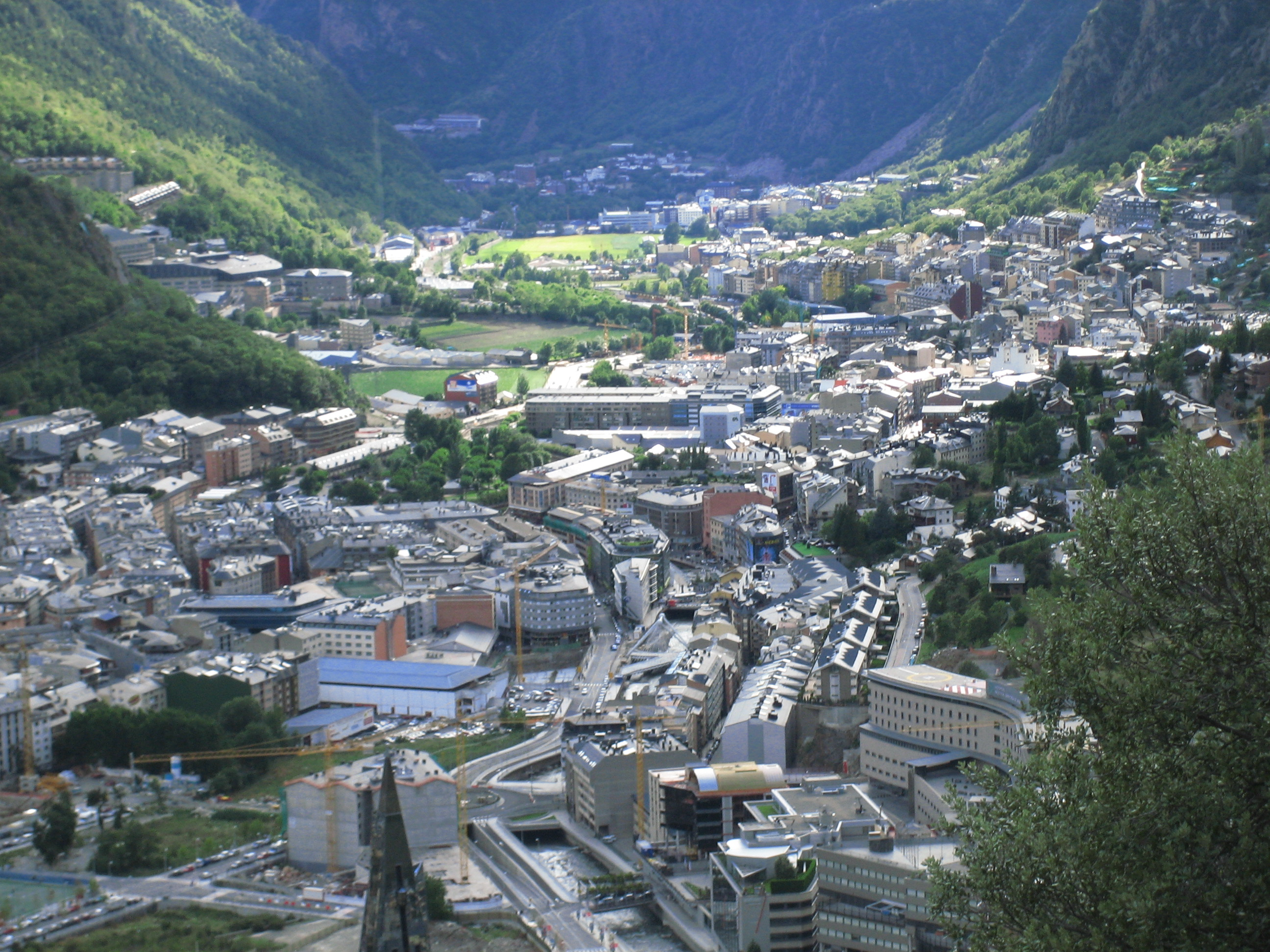
Andorra la Vella är säte för Fundació Ramon Llull.

## Hemmahörighet
Fundació Ramon Llull har sitt sätte i Andorra la Vella, huvudstaden i Andorra. Dess ordförande är Andorras regeringschef Jaume Bartumeu. Vice ordförande är Andorras inrikes-, ekonomi-, turism-, kultur- och universitetsminister Juli Minoves Triquell samt vice ordförande i den katalanska regionregeringen Josep Lluís Carod-Rovira. VD för stiftelsen är Josep Bargalló i Valls.

## Källhänvisningar
Den här artikeln är helt eller delvis baserad på material från engelskspråkiga Wikipedia, 27 oktober 2013.
1. ↑  ”Neix la Fundació Ramon Llull” (på katalanska). Neix la Fundació Ramon Llull. Catalonia Television. 2008-03-31. http://www.3cat24.cat/noticia/267235/ociicultura/Neix-la-Fundacio-Ramon-Llull.
2. ↑  "L'Ajuntament de Barcelona s'incorpora a la Fundació Ramon Llull". Ara.cat, 2014-05-19. Läst 8 september 2014. (katalanska)
3. ↑  "El Govern balear anuncia que abandona el consorci de l’Institut Ramon". Llull.cat. Läst 8 september 2014. (katalanska)
4. ↑  ”La Fundació Ramon Llull s'eixampla” (på katalanska). La Fundació Ramon Llull s'eixampla. Vilaweb. 2009-01-16. Arkiverad från originalet den 2009-01-19. https://web.archive.org/web/20090119070215/http://www.vilaweb.cat/www/noticia?p_idcmp=3368419. Läst 7 september 2014. ”Arkiverade kopian”. Arkiverad från originalet den 19 januari 2009. https://web.archive.org/web/20090119070215/http://www.vilaweb.cat/www/noticia?p_idcmp=3368419. Läst 7 september 2014.
5. ↑  ”L'Ajuntament de Xeraco aprova una moció del Bloc per adherir-se a la Fundació Ramon Llull” (på katalanska). L'Ajuntament de Xeraco aprova una moció del Bloc per adherir-se a la Fundació Ramon Llull. http://www.valencianisme.com/index.php?option=com_content&task=view&id=1545&Itemid=1.
6. ↑  "Constituents". Llull.cat. Läst 8 september 2014. (katalanska)
7. ↑  ”Ramon Llull” (på katalanska). Ramon Llull. LletrA. http://lletra.uoc.edu/ca/autor/ramon-llull.
8. ↑  ”Ramon Llull” (på engelska). Ramon Llull. Britannica. http://www.britannica.com/EBchecked/topic/345233/Ramon-Llull.
9. ↑  Vilaweb "El Premi Ramon Llull torna a canviar de mans". Läst 8 september 2014. (katalanska)
10. ↑  "La Fundació Ramon Llull tendrá una sede en Andorra". Lavanguardia.com, 2008-03-18. Läst 8 september 2014. (spanska)